# Satiada
Satiada était une déesse celte vénérée dans la Grande-Bretagne romaine. Elle est connue à partir d'un seul autel-pierre non décoré qui lui est dédié à Chesterholm (Vindolanda).

## Inscription
L'inscription à Satiada se lit comme suit:
DEAE / SAIIADAE / CVRIA TEX / TOVERDORVM / V · S · L · M
"A la déesse Satiada, le conseil des Textoverdi accomplit volontiers et à juste titre leur vœu."
Le conseil des Textoverdi, dont la curie nous a laissé cet autel, est par ailleurs inconnu.

## Étymologie
Le nom sur la pierre peut alternativement être lu comme Sattada (la forme utilisée par Jufer et Luginbühl), Saitada ou Saiiada. Si elle est lue comme Satiada, le nom peut être lié au proto-celtique *sāti-  («saturation») ou *satjā- («'essaim»).

### Pages connexes
- Religion celtique